# L'Écureuil et le Bûcheron
Pour plus de détails, voir Fiche technique et Distribution.
L'Écureuil et le Bûcheron (Porky Chops) est un court métrage d'animation américain de la série Looney Tunes mettant en scène Porky Pig, réalisé par Arthur Davis et produit par la Warner Bros. Cartoons, sorti en 1949.